# Thanka

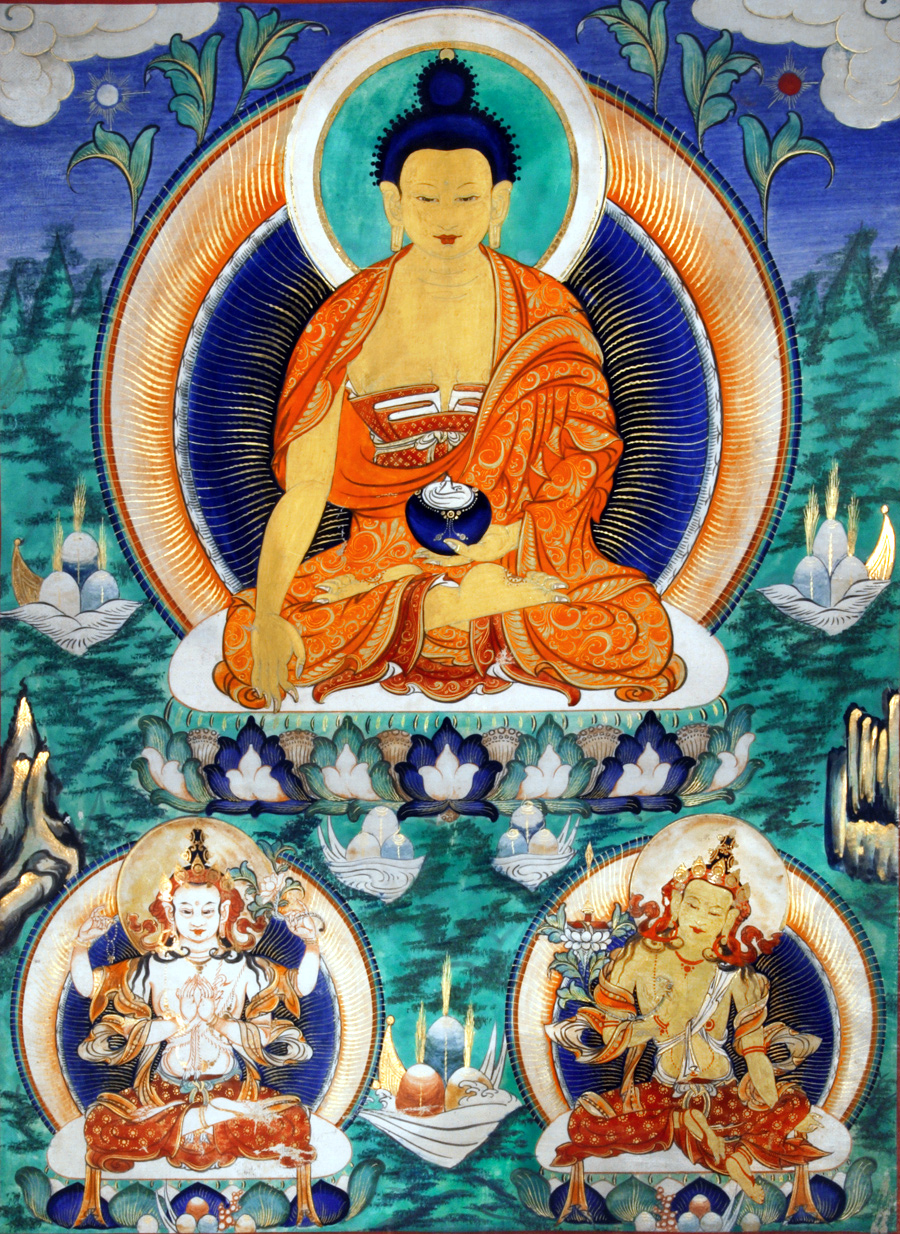
Thanka

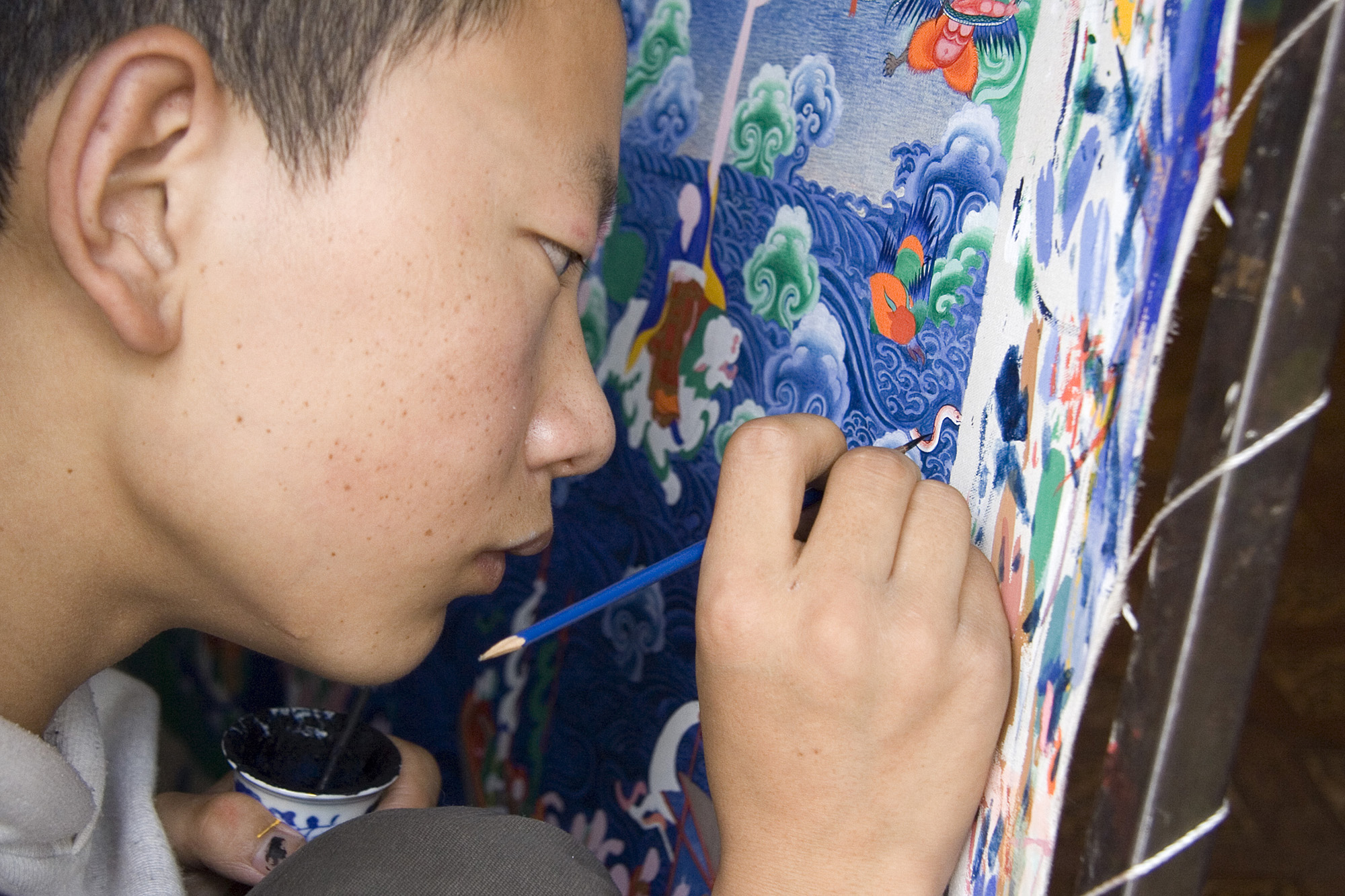
Malowanie thanki

Thanka, thangka (tyb.: ཐང་ཀ་ [tʰɑːŋkɑː], Wylie: thang ka; język newari: पौभा paibha) – dosłownie „płaski obraz”, rodzaj malowanego lub haftowanego zwoju o tematyce religijnej, po zwinięciu łatwego do przenoszenia. Thanki bywają zawieszane w klasztorach buddyjskich i prywatnych domach, lub uroczyście noszone w procesjach. Często służą jako pomoc w medytacji, będąc narzędziem wizualizacji różnych aspektów umysłu. Najczęściej są to obrazy stosunkowo niewielkie, lecz bywają thanki kilkumetrowe, używane w czasie ceremonii religijnych.